# Rychlostní silnice H6 (Slovinsko)
Rychlostní silnice H6 je zčásti dokončená rychlostní silnice, která po svém úplném zprovoznění spojí sídla na slovinské části pobřeží Jaderského moře. Nejnovějším úsekem uvedeným do provozu je v roce 2015 dokončený 5,2 km dlouhý úsek mezi městy Koper a Izola, jehož součástí je také více než dvoukilometrový tunel.

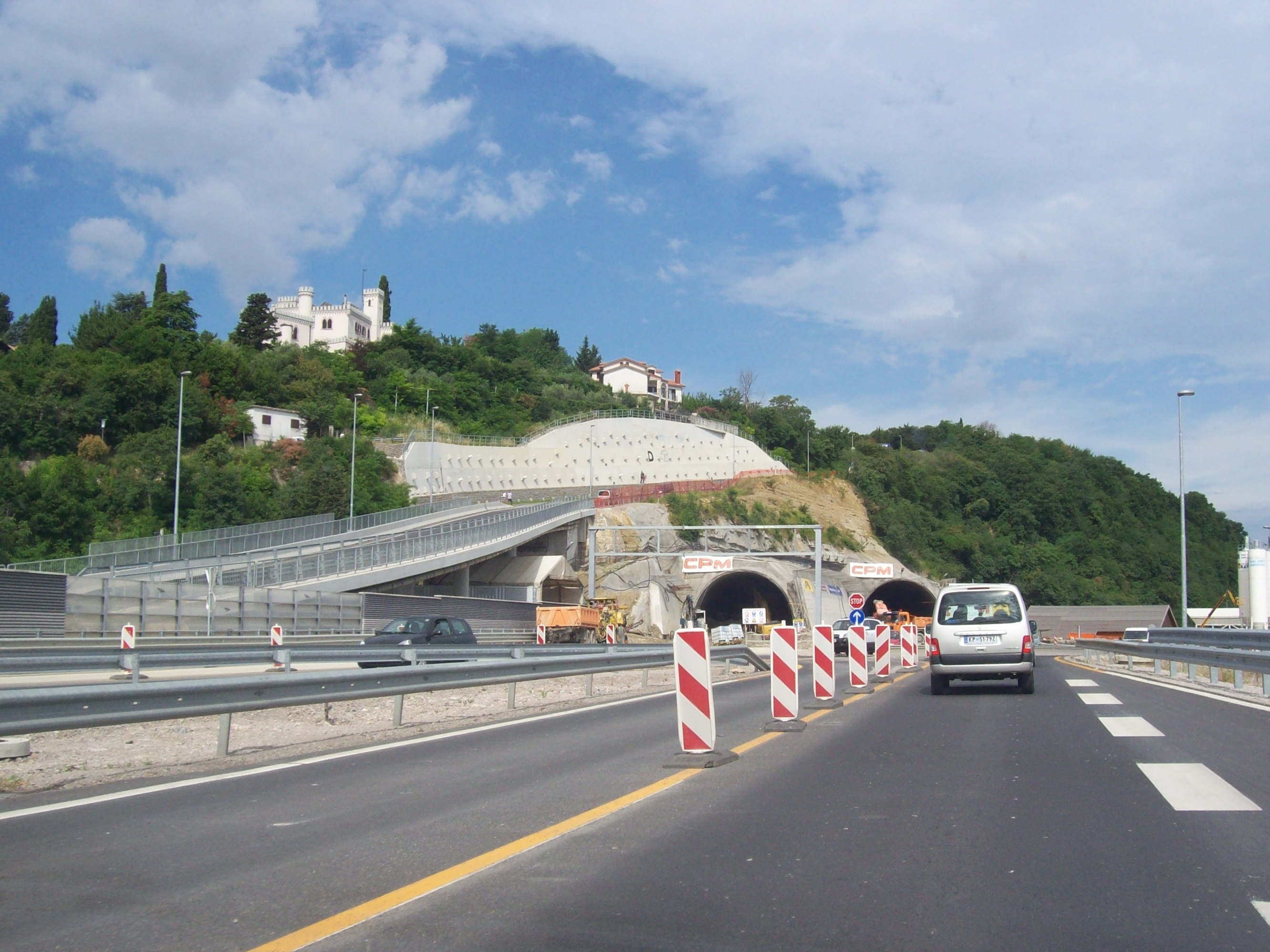
Stavba u Koperu, v pozadí rozestavěný tunel Markovec (červen 2010)